# Chorebus detorqus
Chorebus detorqus är en stekelart som beskrevs av Papp 2005. Chorebus detorqus ingår i släktet Chorebus och familjen bracksteklar. Inga underarter finns listade i Catalogue of Life.